# Leonie Brinkema
Leonie M. Brinkema, född 26 juni 1944 i Teaneck, New Jersey, USA, är en amerikansk distriktsdomare för Eastern District of Virginia.

## Biografi
Brinkema, född som Leonie Milhomme i Teaneck, New Jersey, tog kandidatexamen vid Douglass College 1966 och genomgick därefter grundutbildning i filosofi vid University of Michigan, Ann Arbor (1966) och New York University (1967-1969). Hon tog sin masterexamen vid Rutgers University 1970 och slutligen jur.dr-examen vid Cornell Law School 1976.
Brinkema arbetade i US Department of Justice Criminal Division's avdelning för mänsklig integritet 1976-1977, och därefter på åklagarkontorets brottsdivision i Eastern District of Virginia 1977-1983. Åren 1983-1984 återvände hon till kriminaldivisionen och arbetade sedan som ensampraktiserande 1984-1985.

### Karriär som domare
Brinkema var magistratsdomare i Eastern District of Virginia 1985-1993. Den 6 augusti 1993 nominerade president Bill Clinton Brinkema till en plats som distriktsdomare för Eastern District of Virginia efter Albert V. Bryan. USA:s senat bekräftade utnämningen den 18 oktober 1993 och hon tillträdde sin post den 23 oktober 1993.
Brinkema presiderade i rättegången mot ”11 september”- konspiratören Zacarias Moussaoui. När hon frågade om de videoband som visar förhör av Abu Zubaydah, förnekade regeringen deras existens. När hon dömde Moussaoui till livstids fängelse, sade hon till honom ”att han skulle dö med ett kvidande." Hon sade vidare: "Du kom hit för att bli en martyr och att dö i en stor krevad av ära, men för att parafrasera poeten T S Eliot, kommer du istället att dö med ett kvidande. Resten av ditt liv kommer du att tillbringa i fängelse." Moussaoui började svara, men Brinkema fortsatte: "Du kommer aldrig mer att få en chans att föra din talan", sade hon," och det är ett lämpligt och rättvis slut."  Den 2 april 2009 betonade Brinkema vikten av att terrorister i fånglägret på Guantanamo Bay skulle kunna åtalas i det civila rättssystemet.
År 2011 presiderade hon över  bedrägerirättegången mot Lee Farkas, VD för Taylor, Bean & Whitaker. Under avkunnandet av hans dom den 30 juni 2011, sade hon att hon inte kunnat se någon verklig ånger, och dömde 58-årige Farkas till 30 år i fängelse. Hon ställde också krav på Farkas och sex andra att återbetala totalt cirka USD 3,5 miljarder. 
Den 28 januari 2017 var hon den andra domaren efter Ann Donnelly att beordra inhibering av en presidentorder av president Donald Trump, angående begränsad invandring till USA och förhindrande av återkomst för legalt boende och andra med uppehållstillstånd. Även om föreläggandet var en tillfällig inskränkning, blockerade det bortförandet av några sådana som varit fängslade på Dulles International Airport i sju dagar. Brinkema beordrade också att de som kvarhällits på grund av presidentförbudet skulle ges tillgång till advokathjälp."